# تيري فانس
تيري فانس (بالإنجليزية: Terry Vance)‏ هو متسابق دراجات نارية أمريكي، ولد في 26 نوفمبر 1953.